# Grodzisk Mazowiecki–Zawiercie-vasútvonal
A Grodzisk Mazowiecki–Zawiercie-vasútvonal vagy más néven a központi vasútvonal (lengyelül: Centralna Magistrala Kolejowa, CMK, Lengyelországban 4-es számú vasútvonal néven is ismert, lengyelül: Linia kolejowa nr 4), amely 1977. december 23-án készült el, Európa első nagysebességű vasútvonala lehetett volna. 250 km/h sebességre tervezett vonal a dél-lengyelországi Zagłębie Dąbrowskie régióban található Zawiercie városától a Varsó külvárosában található Grodzisk Mazowiecki városáig tart. Hossza 224 kilométer, a lengyel vasúti rendszerben hivatalosan 4-es számú vasútvonal (Linia kolejowa numer 4) néven ismert. A vonal eredetileg vasúti áruszállításra épült, de ma már InterCity és EuroCity távolsági személyszállítást is végez, főként Wrocław és Opole (E 30 vasútvonal a III. páneurópai folyosón), Częstochowa, Katowice, Krakkó és Varsó között.
2014. december 14. óta új Alstom Pendolino vonatok közlekednek a CMK-n Grodzisk Mazowiecki - Idzikowice szakasz (2017-ben megemelt sebességkorlátozás) és Włoszczowa Północ - Zawiercie között 200 km/h sebességgel. Ez jelenleg a legnagyobb sebességű menetrend szerinti személyvonat Lengyelországban.
2023 végétől a vonatok a CMK-n keresztül 230–250 km/h sebességgel közlekedhetnek majd.